# Adalberto Carrasquilla
Adalberto Eliécer Carrasquilla Alcázar (Panamá, República de Panamá, 28 de noviembre de 1998), también conocido como Coco Carrasquilla es un futbolista panameño. Juega de centrocampista y su equipo es el Club Universidad Nacional de la Primera División de México. Es internacional con la selección de Panamá y hermano del también futbolista Edilson Carrasquilla y primo de Jhamal Rodríguez.

## Trayectoria

### Tauro FC
Se formó en las categorías inferiores del Tauro FC en donde hizo su debut profesional en la Primera División de Panamá el 28 de marzo de 2015 en la derrota 0 a 1 contra el CD Árabe Unido en el Estadio Rommel Fernández en donde fue suplente y entró al minuto 24 por Hecgar murillo. En la LPF Clausura 2015 jugó 5 partidos en donde quedaron en la octava posición. En la LPF Apertura 2015 en jugó 4 partidos en donde quedaron en la sexta posición. En la LPF Clausura 2016 jugó 7 partidos y anotó 1 gol en donde quedaron en la sexta posición. En la LPF Apertura 2016 jugó 7 partidos en donde fueron eliminados en las semifinales en un marcador global 3 a 5 contra el CD Árabe Unido en donde jugó en 1 partido. Salió campeón de la LPF Clausura 2017 en donde le ganaron la final 0 a 1 contra el CD Árabe Unido en el Estadio Rommel Fernández en donde no estuvo convocado, en dicho torneo jugó 3 partidos. En la LPF Apertura 2017 jugó 13 partidos en donde fueron eliminados en las semifinales en un marcador global 1 a 2 contra el Chorrillo FC en donde jugó en 1 partido. En la Liga de Campeones de la Concacaf 2018 jugó 4 partidos en donde fueron eliminados en el cuartos de final en un marcador de global de 1 a 7 contra el Club América en donde jugó en los 2 partidos. Fue subcampeón de la LPF Clausura 2018 en donde perdieron la final 0 a 1 contra el CA Independiente en el Estadio Rommel Fernández en donde fue suplente, en dicho torneo jugó 15 partidos. En la Liga Concacaf 2018 jugó 6 partidos en donde fueron eliminados en la semifinales en un marcador global de 3 a 2 contra el FC Motagua en donde jugó en los 2 partidos. Salió campeón de la Torneo Apertura 2018 en donde le ganó la final 1 a 2 en los tiempos extras contra el Costa del Este FC en Estadio Rommel Fernández en donde fue titular y jugó hasta el minuto 113. En dicho torneo jugó 14 partidos y anotó 1 gol. En diciembre de 2018 llegó a España para probar fortuna con el R. C. D. Espanyol "B", pero no tuvo éxito y tuvo que regresar a su país. En el Torneo Clausura 2019 jugó 18 partidos y anotó 1 gol en donde fueron eliminados en las semifinales en un marcador global de 1 a 2 contra el San Francisco FC en donde jugó los 2 partidos.

### FC Cartagena
El 12 de agosto de 2019 fue anunciado su cesión al FC Cartagena en donde regresó a España tras su pase en las pruebas que hizo en 2018. Debutó con el club el 15 de septiembre de 2019 en la victoria 0 a 1 contra el Atlético Sanluqueño CF en donde fue suplente y entró al minuto 55 por Verza. El 29 de noviembre de 2019, el club español decidió hacer una propuesta al Tauro FC para hacerse con sus servicios, la cual fue aceptada. En la Copa del Rey 2019-20 jugó 1 partido en donde fueron eliminados en la segunda ronda en un marcador 2 a 4 en 
tiempo extras contra Girona FC en el Estadio Cartagonova en donde fue titular y jugó todo el partido. El 20 de julio de 2020 el FC Cartagena logró el ascenso a la Segunda División tras eliminar al Atlético Baleares en la tanda de penaltis en la eliminatoria de campeones de la Segunda División B 2019-20, tras haber sido líderes del Grupo IV tras la finalización de la liga regular por el coronavirus, en donde jugó 19 partidos. En la Copa del Rey 2020-21 jugó 1 partido en donde fue eliminados en la primera ronda 2 a 1 contra el Pontevedra CF en el Estadio de Pasarón en donde fue titular y jugó todo el partido. En la Segunda División 2020-21 jugó 28 partidos y anotó 1 gol en donde quedaron en la décima sexta posición así evitando el descenso.

### Houston Dynamo FC
El 5 de agosto de 2021 se hizo oficial el acuerdo de su cesión al Houston Dynamo FC de la Major League Soccer durante una temporada con opción a compra al término de la misma. Debutó con el club el 7 de agosto de 2021 en la derrota 2 a 0 contra el Minnesota United FC en el Allianz Field en donde fue suplente y entró al minuto 65 por Joe Corona. En la MLS 2021 jugó 10 partidos y anotó 1 gol en donde quedaron de última posición de la conferencia oeste. El 10 de mayo de 2022 se hizo oficial que el equipo estadounidense ejecutó la opción de compra para hacerse por completo con los derechos del jugador hasta diciembre de 2024. En la Lamar Hunt U.S. Open Cup 2022 jugó 1 partido en donde fueron eliminados en los octavos de final en un marcador de 2 a 1 contra Sporting Kansas City en el Children's Mercy Park en donde fue suplente y entró al minuto 57 por Roberto Ávila. En la MLS 2022 jugó 32 partidos y anotó 2 goles en donde quedó en la décima tercera posición de la conferencia oeste. Salió campeón de la Lamar Hunt U.S. Open Cup 2023 en donde le ganó la final 1 a 2 contra el Inter Miami en el Chase Stadium en donde fue titular y jugó hasta el minuto 91, en dicha copa jugó 4 partidos y anotó 1 gol. En la MLS 2023 jugó 30 partidos y anotó 3 goles en donde fue subcampeón de la conferencia oeste en donde perdió la final 2 a 0 contra los Ángeles Galaxy en el BMO Stadium en donde fue titular y jugó hasta el minuto 86.

## Selección nacional

### Categorías inferiores
Fue convocado por la selección sub-20 de Panamá para la Copa Mundial Sub-20 de 2015 en donde estuvo de suplente en los 3 partidos en donde quedaron eliminados en la fase de grupos quedando de último en el grupo B, XI Juegos Deportivos Centroamericanos en donde quedaron eliminados en la fase de grupos quedando de último del grupo A, Campeonato Sub-20 de la Concacaf de 2017 jugó 3 partidos en donde quedaron eliminados en la Fase de clasificación quedando de último del grupo E. fue convocado por la selección sub-22 de Panamá para los Juegos Panamericanos 2019 en donde jugó 4 partidos y anotó 1 gol en donde quedaron de quinto lugar tras ganarle 4 a 0 a Jamaica en el Estadio de la Universidad Nacional Mayor de San Marcos en donde fue titular y jugó todo el partido anotando el segundo gol.

### Selección absoluta
El 18 de abril de 2018 fue su debut con la selección absoluta en la victoria 0 a 1 contra Trinidad y Tobago en un partido amistoso en el Estadio Ato Boldon en Trinidad y Tobago en donde fue suplente y entró al minuto 60. En la Liga de Naciones de la Concacaf 2019-20 jugó 3 partidos y anotó 1 gol en donde quedaron eliminados en las fase de grupos en donde quedaron en la segunda posición del grupo B clasificándose a la copa oro. En la Copa de Oro de la Concacaf 2021 jugó 3 partidos y dio una asistencia en donde quedaron eliminados en la fase de grupos en donde quedaron en la tercera posición del grupo D. en la Clasificación de Concacaf para la Copa Mundial de 2022 jugó 16 partidos y dio 2 asistencia en donde quedaron en la quinta posición de la octagonal final quedándose a un paso del repechaje. En la Liga de Naciones de la Concacaf 2022-23 jugó 6 partidos en donde quedaron en el cuarto lugar tras perder 1 a 0 contra México en el Allegiant Stadium en donde fue titular y jugó hasta el minuto 94. Fue subcampeón de la Copa de Oro de la Concacaf 2023 en donde perdieron la final 1 a 0 contra México en el SoFi Stadium en donde fue titular y jugó todo el partido, en dicha copa jugó 6 partidos y dio 2 asistencia en donde fue escogido como el MVP de la copa. En la Liga de Naciones de la Concacaf 2023-24 jugó 8 partidos, anotó 1 gol y dio 3 asistencia en donde quedaron en el cuarto lugar tras perder 0 a 1 contra Jamaica en el AT&T Stadium en donde fue titular y jugó todo el partido. En la Copa América 2024 jugó 2 partidos en donde fueron eliminados en los cuartos de final en donde perdieron 5 a 0 contra Colombia en el State Farm Stadium en donde no estuvo convocado porque en el partido contra Estados Unidos le sacaron tarjeta roja.

### Goles internacionales
| Núm. | Fecha                   | Lugar                                       | Rival     | Gol | Resultado | Competición              |
| ---- | ----------------------- | ------------------------------------------- | --------- | --- | --------- | ------------------------ |
| 1    | 5 de septiembre de 2019 | Estadio Nacional, Hamilton, Bermudas        | Bermudas  | 1-4 | 1-4       | Liga de Naciones 2019-20 |
| 2    | 17 de octubre de 2023   | Estadio Rommel Fernández, Juan Díaz, Panamá | Guatemala | 1-0 | 3-0       | Liga de Naciones 2023-24 |
| 3    | 23 de marzo de 2025     | SoFi Stadium, Inglewood, Estados Unidos     | México    | 1-1 | 2-1       | Liga de Naciones 2024-25 |

### Participaciones en las Copas del Mundo
| Copa                                  | Sede          | Resultado    | Partidos | Goles |
| ------------------------------------- | ------------- | ------------ | -------- | ----- |
| Copa Mundial de Fútbol Sub-20 de 2015 | Nueva Zelanda | Primera fase | 0        | 0     |
| Total                                 | Total         | Total        | 0        | 0     |

### Participaciones en el Campeonato sub-20
| Copa                   | Sede       | Resultado             | Partidos | Goles |
| ---------------------- | ---------- | --------------------- | -------- | ----- |
| Campeonato Sub-20 2017 | Costa Rica | Fase de clasificación | 3        | 0     |
| Total                  | Total      | Total                 | 3        | 0     |

### Participaciones en los Juegos Panamericanos
| Copa                      | Sede  | Resultado    | Partidos | Goles |
| ------------------------- | ----- | ------------ | -------- | ----- |
| Juegos Panamericanos 2019 | Perú  | Quinto lugar | 4        | 1     |
| Total                     | Total | Total        | 4        | 1     |

### Participaciones en la Ligas de Naciones
| Copa                     | Sede     | Resultado      | Partidos | Goles |
| ------------------------ | -------- | -------------- | -------- | ----- |
| Liga de Naciones 2019-20 | Concacaf | Fase de grupos | 3        | 1     |
| Liga de Naciones 2022-23 | Concacaf | Cuarto lugar   | 6        | 0     |
| Liga de Naciones 2023-24 | Concacaf | Cuarto lugar   | 8        | 1     |
| Liga de Naciones 2024-25 | Concacaf | Subcampeón     | 4        | 1     |
| Total                    | Total    | Total          | 20       | 3     |

### Participaciones en la Copa de Oro
| Copa             | Sede(s)               | Resultado      | Partidos | Goles |
| ---------------- | --------------------- | -------------- | -------- | ----- |
| Copa de Oro 2021 | Estados Unidos        | Fase de grupos | 3        | 0     |
| Copa Oro 2023    | Estados Unidos Canadá | Subcampeón     | 6        | 0     |
| Total            | Total                 | Total          | 9        | 0     |

### Participaciones en la Copa América
| Copa              | Sede(s)        | Resultado        | Partidos | Goles |
| ----------------- | -------------- | ---------------- | -------- | ----- |
| Copa América 2024 | Estados Unidos | Cuartos de final | 2        | 0     |
| Total             | Total          | Total            | 2        | 0     |

## Estadísticas
Actualizado al 16 de junio de 2024.
| Tauro F. C. · Panamá | 1.ª           | 2015          | 5   | 0  | 0  | 0 | -  | - | 5   | 0  |
| Tauro F. C. · Panamá | 1.ª           | 2015-16       | 11  | 1  | 2  | 0 | -  | - | 11  | 1  |
| Tauro F. C. · Panamá | 1.ª           | 2016-17       | 10  | 0  | 0  | 0 | 0  | 0 | 10  | 0  |
| Tauro F. C. · Panamá | 1.ª           | 2017-18       | 28  | 1  | -  | - | 6  | 0 | 34  | 1  |
| Tauro F. C. · Panamá | 1.ª           | 2018-19       | 32  | 2  | 0  | 0 | 4  | 0 | 36  | 2  |
| Tauro F. C. · Panamá | Total club    | Total club    | 86  | 4  | 2  | 0 | 10 | 0 | 98  | 4  |
| F. C. Cartagena · España | 2.ª B         | 2019-20       | 19  | 0  | 1  | 0 | -  | - | 20  | 0  |
| F. C. Cartagena · España | 2.ª           | 2020-21       | 28  | 1  | 1  | 0 | -  | - | 29  | 1  |
| F. C. Cartagena · España | Total club    | Total club    | 47  | 1  | 2  | 0 | 0  | 0 | 49  | 1  |
| Houston Dynamo FC Estados Unidos | 1.ª           | 2021          | 10  | 1  | 0  | 0 | -  | - | 10  | 1  |
| Houston Dynamo FC Estados Unidos | 1.ª           | 2022          | 32  | 2  | 1  | 0 | -  | - | 33  | 2  |
| Houston Dynamo FC Estados Unidos | 1.ª           | 2023          | 30  | 3  | 4  | 1 | 4  | 0 | 38  | 4  |
| Houston Dynamo FC Estados Unidos | 1.ª           | 2024          | 16  | 1  | 1  | 1 | 4  | 0 | 21  | 2  |
| Houston Dynamo FC Estados Unidos | Total club    | Total club    | 88  | 7  | 6  | 2 | 8  | 0 | 102 | 9  |
| Total carrera | Total carrera | Total carrera | 221 | 12 | 10 | 2 | 18 | 0 | 249 | 14 |
| (1)Incluidos los datos de la Torneo de Copa (Panamá) (2015) y Copa del Rey (2019-20, 2020-21). (2)Incluidos los datos de la Liga de Campeones de la Concacaf y Liga Concacaf (2018). |               |               |     |    |    |   |    |   |     |    |

## Palmarés

### Títulos nacionales
| Título                   | Club                 | País           | Año  |
| ------------------------ | -------------------- | -------------- | ---- |
| Primera División         | Tauro FC             | Panamá         | 2017 |
| Primera División         | Tauro FC             | Panamá         | 2018 |
| Segunda División B       | F. C. Cartagena      | España         | 2020 |
| Lamar Hunt U.S. Open Cup | Houston Dynamo F. C. | Estados Unidos | 2023 |

### Distinciones individuales
| Distinción                                                      | Año  |
| --------------------------------------------------------------- | ---- |
| Incluido en el once ideal de la Copa de Oro de la Concacaf 2023 | 2023 |
| Mejor jugador de la Copa de Oro de la Concacaf 2023             | 2023 |
| Jugador del año de la Concacaf de la temporada 2023-24          | 2024 |